# Fagitana
Fagitana là một chi bướm đêm thuộc họ Noctuidae.

## Các loài
- Fagitana gigantea (Draudt, 1950)
- Fagitana littera (Guenée, 1852)